# تاريخ دور السينما في دمشق

## تاريخ دور السينما في دمشق
شهدت مدينة دمشق  في سوريا  منذ مطلع القرن العشرين حركة فنية واهتمام بالسينما تمثلت بأنشاء دور وصالات للسينما ووفي بعضها ملحق مقهى وتعرض وتقدم عليها العروض المسرحية بجانب العروض والافلام السينمائية، رغم أن صالات المسارح كانت قائمة وموجوده منذ زمن في دمشق قبل دور السينما.
هذه قائمة بأقدم صالات ودور السينما في مدينة دمشق :
- - سينما جناق قلعة عام 1916 في منطقة الصالحية وكانت على طراز المسارح الاوربية ومن افخم دور السينما.
  - سينما زهرة دمشق تقع شرق ساحة المرجة وتضم استراحة ومقهى صاحبها حبيب شماس.
  - سينما باتيه عام 1918.
  - سينما الإصلاح خان أو سينما الفردوس هو مسرح منذ عام 1905 تحول إلى دار سينما عام 1921 يقع قرب دائرة البريد.
  - سينما النصر عام 1921 تقع على زاوية سوق الناصري.
  - سينما الكوزموغراف عام 1924 منطقة البحصة تحول اسمها إلى سينما امية تقع بجانب فندق امية. لصاحبها محمد سعيد الصديق
  - سينما سنترال تقع في منتصف شارع رامي مقابل بناء العابد وبالجهة المقابلة سينما فاروق.
  - سينما اللونو بارك الصيفي تقع في شارع فؤاد الأول وهي سينما ومسرح.
  - سينما رويال الصيفي تقع في بوابة الصالحية تحول اسمها إلى سينما الملوكي.
  - سينما اوبرا العباسية عام 1920 في شارع فيكتوريا وهي من طابقين وملحق بها ملهى ومرقص ومقهى تحول اسمها إلى صالة 8 اذار سينما ومسرح بجانب فندق سميراميس.
  - سينما الامبير تقع في بوابة الصالحية.
  - سينما عايدة أو سينما غازي تقع خلف ساري دمشق - وزارة الداخلية حاليا في شارع السلطان سليم بجوار المرجة.
  - سينما راديو تقع في شارع الدرويشية عبارة عن مسرح وسينما تحول اسمها عام 1929 إلى سينما سوريا.
  - سينما روكسي أو سينما الاهرام في شارع بورسعيد.
  - سينما عائدة بالاس عام 1922 شارع سعد الله الجابري تجول اسمها إلى سينما افاميا
  - سينما فاروق تقع في شارع رامي.
  - سينما ادونيس وبعدها سينما بلقيس وفي عام 1952 أصبح اسمها سينما الكندي شارع المتنبي مقابل شركة الترام بدمشق.
  - سينما الأمير تقع في شارع الصالحية جانب سينما فريال.
  - سينما الشرق أو سينما بيبلوس في بداية شارع رامي من شارع النصر.
  - سينما دنيا شارع الفردوس.
  - سينما دمشق في منطقة جسر فيكتوريا.
  - سينما الزهراء في الصالحية مقابل نادي الضباط.
  - سينما الحمراء 1 الصيفي تقع في مدخل الشرباتي.
  - سينما الحمراء 2 سينما ومسرح في منطقة الصالحية.
  - سينما السفراء تقع في منتصف شارع 29 ايار.
  - سينما الخيام تقع تحت سينما السفراء وهي عبارة عن مسرح وسينما.
  - سينما راميتا بالقرب من ساحة يوسف العظمة مقابل فندق الشام حاليا.
  - سينما الشام 1 تقع في مبنى فندق الشام
  - سينما الشام 2 في مبنى فندق الشام.
  - سينما النجوم تقع في شارع فلسطين جنوب دمشق
  - سينما جنينة الافندي في باب توما
  - سينما قصر البلور
  - سينما الهبرا في منطقة باب نوما
  - سينما برج الفردوس في منطقة برج الروس
  - سينما الكرمل في شارع فلسطين
  - سينما النجوم في شارع فلسطين محمد سعيد الصديق
  - سينما صالون عام 1922.
  - - T. S. W